# Croton lucidus
Pour Croton lucidus, Gage, voir Croton gageanus.
Espèce
Statut de conservation UICN

 VU D2 : Vulnérable
Croton lucidus est une espèce de plantes à fleurs du genre Croton et de la famille Euphorbiaceae présente dans les Caraïbes, dans le sud-est du Mexique jusqu'au centre de l'Amérique.
Il a pour synonymes :
- Croton avenius, Geiseler, 1807
- Croton campechianus, Standl., 1935
- Croton fruticosus, Mill., 1768
- Croton glanduliferus, Vahl, 1807
- Croton hookerianus, Baill., 1859
- Croton lucidus var. polytrichus, Urb.
- Croton pallens, Sw., 1788
- Croton spicatus, P.J.Bergius, 1768
- Oxydectes lucida, (L.) Kuntze